# كيفن بروك
كيفن بروك (بالإنجليزية: Kevin Brock)‏ (9 سبتمبر 1962 في المملكة المتحدة - ) هو مدرب كرة قدم ولاعب كرة قدم بريطاني في مركز الوسط. شارك مع منتخب إنجلترا تحت 21 سنة لكرة القدم. أما مع النوادي، فقد لعب مع أكسفورد يونايتد وكارديف سيتي وكوينز بارك رينجرز ونيوكاسل يونايتد وأكسفورد سيتي.

## وصلات خارجية
- كيفن بروك على موقع قاعدة بيانات كرة القدم.إي يو (الإنجليزية)